# Иустин (Охотин)
Архиепископ Иустин (в миру Иван Яковлевич Охотин; 12 (24) ноября 1829, Арзамас — 25 мая (7 июля) 1907, Новоиерусалимский монастырь) — архиерей Русской православной церкви, архиепископ Херсонский и Одесский, магистр богословия.

## Биография
Родился 12 ноября 1823 года в Арзамасе в семье священника. Его отец Яков Иванович служил священником Благовещенского собора.
Окончил Нижегородскую духовную семинарию (1849).
20 мая 1853 года пострижен в монашество и 13 сентября рукоположён во иеромонаха.
В этом же году окончил Санкт-Петербургскую духовную академию и 30 октября назначен преподавателем Костромской духовной семинарии.
18 апреля 1855 года утверждён в степени магистра богословия и назначен инспектором Ярославской духовной семинарии.
2 апреля 1857 года возведён в сан архимандрита.
В Ярославских ведомостях за время с 1860 по 1871 г. помещены его слова, поучения, речи и разные статьи. В 1862 году вышло отдельной книжкой его «Описание Ростовского Богоявленского Авраамиева второклассного мужеского монастыря».

### Архиерейство
С 25 мая 1871 года хиротонисан во епископа Острожского, викария Волынской епархии.
С 13 апреля 1879 года — епископ Харьковский и Ахтырский. Особое внимание обращал он на учебно-воспитательную часть духовных училищ и, судя по отзывам, достиг в этом отношении заметных улучшений.
С 15 сентября 1882 года — епископ Подольский и Брацлавский. При нём сельские училища были преобразованы в церковно-приходские школы, а духовенство призвано к повсеместному открытию церковных школ в своих приходах. Под руководством преосвященного Иустина делал первые шаги епархиальный училищный совет. Видя опасность со стороны латинства и штунды, епископ Иустин заботился о поддержании в приходах внебогослужебных собеседований, а также благоустроении попечительств и духовных братств.
С 28 марта 1887 года — епископ Курский и Белгородский.
С 3 сентября 1893 года — архиепископ Херсонский и Одесский.
В 1899 году епископ Иустин учредил Курское отделение Императорского православного палестинского общества.
27 сентября 1903 года избран почётным членом Казанской духовной академии.
С началом русско-японской войны организовал сбор пожертвований в помощь семьям погибших воинов.
26 марта 1905 года уволен на покой, согласно прошению, и 29 марта назначен управляющим ставропигиальным Воскресенским Ново-Иерусалимским монастырём, где и скончался 25 мая 1907 года.

## Награды
- орден Святого Владимира 1-й степени (1904);
- бриллиантовый крест для ношения на клобуке (1901);
- бриллиантовые знаки ордена Святого Александра Невского (1896);
- орден Святого Александра Невского (1891);
- орден Святого Владимира 2-й степени (1883);
- орден Святой Анны 1-й степени (1879);
- орден Святой Анны с императорской короной (1865);
- орден Святой Анны 2-й степени (1861);
- орден «За гражданские заслуги» 1-й степени (Болгария)[4].